# NGC 5640
NGC 5640 (другие обозначения — ZWG 353.35, NPM1G +80.0106, PGC 51263) — спиральная галактика (Sa) в созвездии Жираф.
Этот объект входит в число перечисленных в оригинальной редакции «Нового общего каталога».
В галактике вспыхнула сверхновая SN 1996ah типа Iа. Её пиковая видимая звёздная величина составила 16.